# Talavera krocha
Talavera krocha là một loài nhện trong họ Salticidae.
Loài này thuộc chi Talavera. Talavera krocha được Dmitri Viktorovich Logunov & Torbjörn Kronestedt miêu tả năm 2003.